# Stazione di Ginzan
La stazione di Ginzan (銀山駅?, Ginzan-eki) è una stazione ferroviaria situata nella cittadina di Niki, in Hokkaidō, Giappone, lungo la linea principale Hakodate della JR Hokkaido.

## Origine del nome
Il nome "Ginzan" deriverebbe dall'espressione Ainu Shi kari betsu, che significa "fiume che ruota su di sé".

## Strutture e impianti
La stazione è dotata di due marciapiedi laterali, con due binari passanti in superficie. Per passare al secondo marciapiede, è presente una passerella a raso con passaggio a livello pedonale interno.

## Movimento
Presso questa stazione fermano solamente i treni locali, con una frequenza media di un treno all'ora.

## Servizi
Il piccolo fabbricato viaggiatori è dotato di una sala d'attesa.
- Sala d'attesa

## Interscambi
- Fermata autobus (fermata di Ginzan-Ekishita)